# Crimuta
La crimuta (en árabe, القريموطة o القريميطة) es un desconocido plato popular de las áreas rurales de la región central de Siria, totalmente vegetariano, que consiste en una mezcla de bulgur con verduras y condimentos envuelta en hoja de parra. Algunas personas en Salamíe, de donde es originario este plato, dicen que su nombre proviene de la época en la que gobernaron los cármatas. Antiguamente era conocido como «comida de pobre» (أكلة الفقراء). Dependiendo del lugar, también puede ser conocido como farifa (الفَريفيرة), muqrita (المقَيريطة), mniqiah (المنيقَيعة).

## Preparación
Se pica fino cebolla, pepino, tomate y perejil. Se sofríe la cebolla y cuando esté dorada, se agrega el bulgur lavado y agua. Se tapa hasta que el grano esté cocido, entonces se saca del fuego y se mezcla con un poco de jugo de limón, menta árabe (na3na) y zumaque. 
Una vez la crimuta está preparada, se toma un poco de la mezcla con la cuchara y se rellenan las hojas de parra, previamente escalfadas, en pequeños «saquitos». Si no se dispone de hojas de parra, se pueden usar hojas de lechuga o col lombarda.